# Urbanolekt
Von einem Urbanolekt oder einer Stadtsprache spricht man in der Sprachwissenschaft bei einer Sprachvarietät, die in einer Stadt oder städtischen Region gesprochen wird. Ähnlich dem Regiolekt handelt es sich um eine gesprochene Umgangssprache, die zwischen dem örtlichen Dialekt beziehungsweise den Dialekten der Umgebung einerseits und der gesprochenen Hochsprache oder der Standardsprache andererseits angesiedelt ist und zwischen diesen vermittelt.
Ein Urbanolekt kann vielfach auch als Soziolekt klassifiziert werden, da er zumindest zunächst oft nur von bestimmten Bevölkerungsgruppen gesprochen und getragen wird.
Wenn ein Urbanolekt über die unmittelbare Stadtregion hinaus bedeutend oder verbreitet ist, wenn er einen starken Einfluss auf die Sprachen des Umlands ausübt oder aus einer Mischung ganz unterschiedlicher Ursprungssprachen etwa im Rahmen von Einwanderungswellen in einen städtischen Ballungsraum entstanden ist, spricht man eher von einem Metrolekt als von einem Urbanolekt. Das im Wesentlichen im Bereich der City of London gesprochene Cockney wird unterschiedlich als Dialekt oder Regiolekt bezeichnet und entstand im East End von London. 

## Beispiele
- Berliner Dialekt in Berlin,[2] Basis: unter anderem mark-brandenburgische Dialekte
- Essekerisch in Osijek, Kroatien[3]
- Münchner Dialekt in München, Basis: Mittelbairisch[2]
- Stuttgarter Sprache in Stuttgart, Basis: Schwäbisch[2]